# 希克斯科納斯 (伊利諾伊州)
希克斯科納斯（英語：Hicks Corners）是位於美國伊利諾伊州比羅縣的一個非建制地區。該地的面積和人口皆未知。

## 地理
希克斯科納斯的座標為41°19′40″N 89°13′04″W / 41.32778°N 89.21778°W，而該地的平均海拔高度為174米（即571英尺）。